# Campeonato Paulista 1930
In 1930 werd het 29ste Campeonato Paulista gespeeld voor clubs uit de Braziliaanse staat São Paulo. Na vier jaar een gesplitste competitie was er dit jaar weer een uniforme competitie. De competitie werd gespeeld van 16 maart 1930 tot 4 januari 1931. Corinthians werd kampioen.

## Eindstand

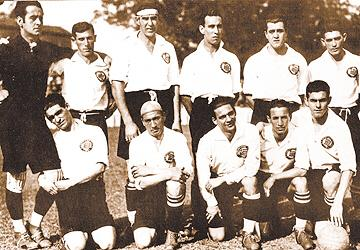
Elftal van Corinthians dat kampioen werd.

| Plaats | Club                  | Wed. | W  | G  | V  | Saldo  | Ptn. |
| ------ | --------------------- | ---- | -- | -- | -- | ------ | ---- |
| 1.     | Corinthians           | 26   | 20 | 4  | 2  | 94:33  | 44   |
| 2.     | São Paulo             | 26   | 15 | 10 | 1  | 74:27  | 40   |
| 3.     | Palestra Itália       | 26   | 17 | 6  | 3  | 85:27  | 40   |
| 3.     | Santos                | 26   | 18 | 4  | 4  | 80:38  | 40   |
| 5.     | Portuguesa            | 26   | 13 | 4  | 9  | 67:56  | 30   |
| 6.     | Guarani               | 26   | 13 | 3  | 10 | 66:52  | 29   |
| 7.     | Internacional         | 26   | 10 | 5  | 11 | 45:43  | 25   |
| 8.     | Atlético Santista     | 26   | 9  | 4  | 13 | 53:65  | 22   |
| 9.     | Juventus              | 26   | 10 | 1  | 15 | 39:61  | 21   |
| 9.     | Sírio                 | 26   | 9  | 3  | 14 | 65:60  | 21   |
| 11.    | Club Sportivo América | 26   | 7  | 2  | 17 | 33:73  | 16   |
| 12.    | Ypiranga              | 26   | 4  | 3  | 19 | 29:100 | 11   |
| 13.    | Germânia              | 26   | 5  | 1  | 20 | 44:79  | 11   |
| 14.    | AA São Bento          | 26   | 4  | 3  | 19 | 34:94  | 11   |

|  | Kampioen |

### Kampioen
| Campeonato Paulista de 1930     |
| São Paulo                       |
| ------------------------------- |
| CORINTHIANS Kampioen (8° titel) |

## Topschutter
| Speler            | Speler  | Goals | Club   |
| ----------------- | ------- | ----- | ------ |
| Vlag van Brazilië | Feitiço | 37    | Santos |